# Улица Буру (Рига)
Улица Бу́ру (латыш. Buru iela — в переводе «Парусная») — улица в Земгальском предместье города Риги, в историческом районе Торнякалнс, на Мукусале. Пролегает в восточном и юго-восточном направлении от улицы Елгавас до улицы Мукусалас, пересекая канал Килевейна-гравис. В средней части к улице Буру примыкает улица Лайву, с другими улицами пересечений нет.

## История
Улица Буру впервые показана на плане 1876 года как улица без названия. На плане 1884 года обозначена как Малая Бенкенгольмская улица (нем. Kleine Bönkenholmsche Strasse, латыш. Mazā Benķusalas iela) — Большой Бенкенгольмской улицей в то время именовалась прилегающая часть нынешней улицы Мукусалас. В 1885 году присвоено название Парусная улица (нем. Segelstrasse, латыш. Zēģeļu iela); с начала 1920-х годов носит современное название. В дальнейшем переименований не было.
К началу Второй мировой войны к улице Буру относилось 17 земельных участков; многие из них использовались под склады и лесопилки.

## Транспорт
Общая длина улицы Буру составляет 650 метров; на всём протяжении разрешено двустороннее движение. Участок от улицы Елгавас до развилки с улицей Лайву имеет вид благоустроенной асфальтированной улицы, по которой курсирует городской общественный транспорт, имеется остановка «Jelgavas iela». На улице Елгавас в створе улицы Буру расположен въезд на территорию троллейбусного парка № 2, в связи с чем по улице Буру проходят также отдельные рейсы троллейбусных маршрутов № 14, 17 и 18, следующие в троллейбусный парк или из него.
Через канал Килевейна-гравис в 1969 году сооружён широкий железобетонный мост.
Дальний участок улицы (около 240 м) имеет гравийное дорожное покрытие; общественный транспорт здесь не курсирует, тротуаров нет, ширина проезжей части менее 6 метров.

## Застройка
Улица застроена главным образом промышленными зданиями. Из жилых построек наиболее интересно деревянное здание рабочих казарм на развилке с улицей Лайву, сооружённое в 1912—1913 годах по проекту архитектора Яниса Алксниса.